# Georg Drescher
Georg Drescher (* 17. März 1870 in Mainz; † 23. Oktober 1938 in Wien) war ein deutscher Sportler.

## Leben

### Sport
Georg Drescher war in mehreren Sportarten aktiv, darunter Gewichtheben, Radsport, Ringen, Schwimmen und Billard. 1890 nahm er an den hessischen Meisterschaften im Ringen und Gewichtheben im Frankfurter Hof in Mainz teil. Als Amateur-Steher gewann er mehrere Meisterschaften, darunter die von Europa und die von Deutschland. Bei den Olympischen Spielen 1900 in Paris startete er bei den Radsport-Wettbewerben im Sprint, blieb aber erfolglos. 1911 startete er über 100 km bei den von Deutschland ausgerichteten inoffiziellen Bahn-Weltmeisterschaften. 1897 legte er am Drususwall in Mainz eine Radrennbahn an, das Velodrom Mainz, die er selbst leitete und die bis 1928 bestand. In den Mainzer Sportvereinen Mainzer Hockeyclub und Mainzer Eislaufverein war er Vorsitzender sowie 1902 Mitbegründer der Rudergesellschaft. Beruflich war er im Autohandel tätig.

### Mainzer Fastnacht
In der Mainzer Fastnacht war Georg Drescher von 1910 bis 1914 sowie von 1925 bis 1929 Präsident der Mainzer Prinzengarde.

## Tod
Während der Weltmeisterschaften im Gewichtheben 1938 in Wien erlag Drescher einem Herzinfarkt. Sein Grab befindet sich auf dem Hauptfriedhof in Mainz.